# Ruj
Ruj (bulgariska: Руй) är en bergstopp i Bulgarien.   Den ligger i kommunen Obsjtina Trăn och regionen Pernik, i den västra delen av landet, 60 km väster om huvudstaden Sofia. Toppen på Ruj är 1 706 meter över havet, eller 608 meter över den omgivande terrängen. Bredden vid basen är 23,9 km.
Terrängen runt Ruj är huvudsakligen kuperad. Runt Ruj är det glesbefolkat, med 9 invånare per kvadratkilometer.. Närmaste större samhälle är Trăn, 7,1 km öster om Ruj. 
I omgivningarna runt Ruj växer i huvudsak lövfällande lövskog.